# Гейєр (Данія)
Ге́йєр (дан. Højer) — містечко в Данії, регіон Південна Данія, Тендерська комуна. Розташоване на півдні Ютландського півострова, неподалік від дансько-німецького кордону. Входило до складу герцогства Шлезвіг, яке перебувало під контролем Данії. У 1866—1920 роках належало Німеччині, було повітовим центром Шлезвіг-Гольштейнської провінції. Передане Данії після Шлезвізького плебісциту всупереч волевиявленню мешканців. Площа — 29 км². Населення — 1176 осіб (1 січня 2020).

## Назва
- Ге́йєр, Ге́єр, Хе́йєр, або Хе́єр (дан. Højer) — данська назва міста.
- Гьойєр, Гьоєр, Хьойєр, або Хьоєр (дан. Højer) — альтернативний запис.
- Го́йєр, Го́єр, Хо́йєр, або Хо́єр (нім. Hoyer) — німецька назва міста.
- Гугер, або Хугер (півн.-фриз. Huuger) — північно-фризька назва міста.

## Географія
Гейєр розташований на дансько-німецькому кордоні.

## Історія
До 1864 року Гейєр входив до складу Данського королівства, як частина герцогства Шлезвіг. Проте після воєн 1864—1866 років містечко перейшло до Пруссії, яка включила його до своєї новоутвореної Шлезвіг-Гольштейнської провінції. Гейєр було перейменовано на Гойєр. Містечко входило до Тондернського повіту провінції.
Після поразки Німеччини у Першій Світовій війні країна уклала Версальський договір від 28 червня 1919 року, який вимагав провести на території Шлезвігу плебісцит населення про приналежність до Данії. 10 лютого 1920 року, під наглядом спостерігачів від представників Антанти, відбувся плебісцит у Північному Шлезвігу, так званій Зоні І, до якої входив Гойєр. 72,6% мешканців міста (581 осіб) виявили бажання лишитися в Німеччині. Проте 15 червня того ж року, всупереч їхньому волевиявленню, весь Північний Шлезвіг, включно із містом перейшов під данський контроль. Місто отримало офіційну данську назву Гейєр.

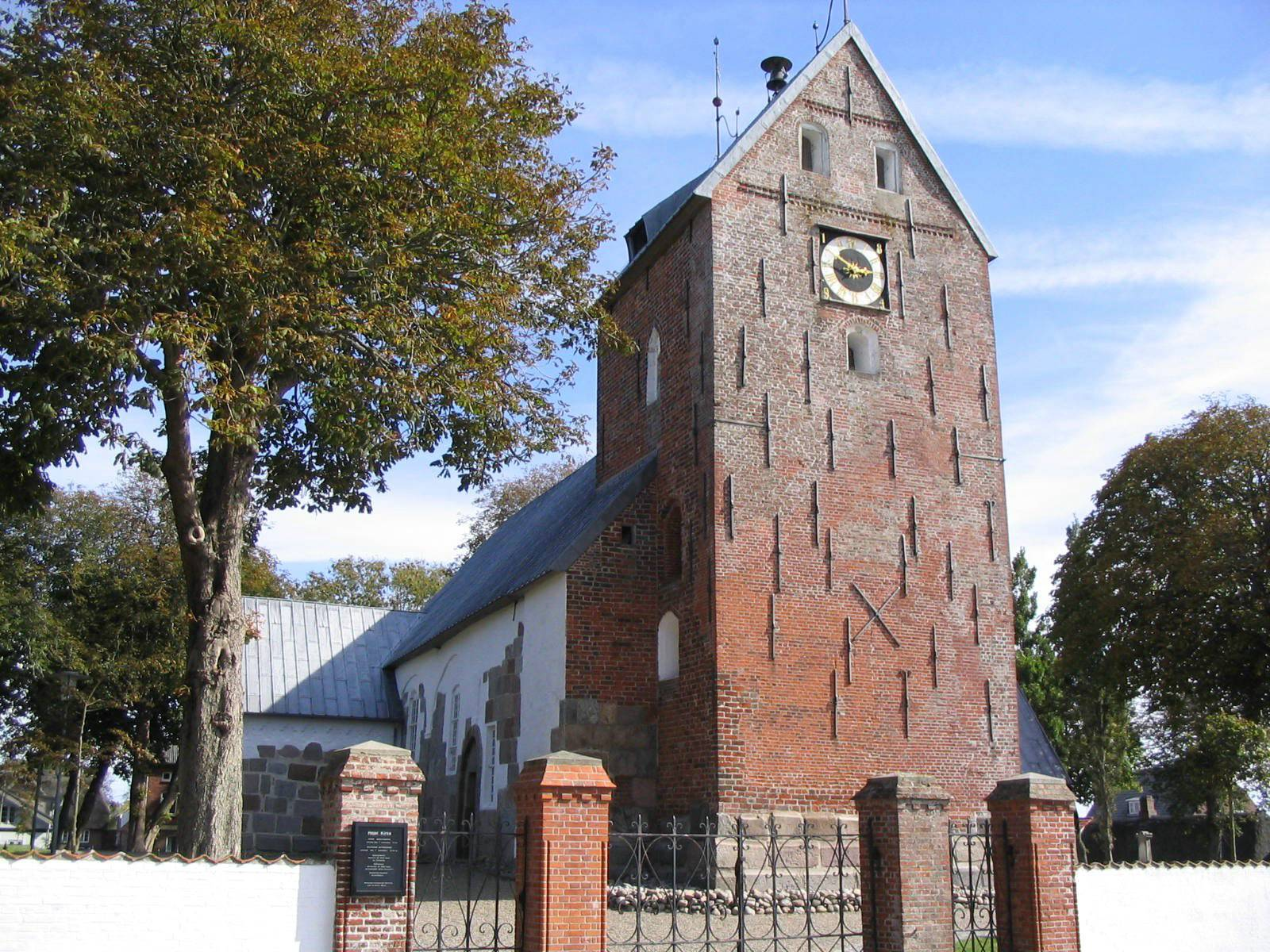
Церква
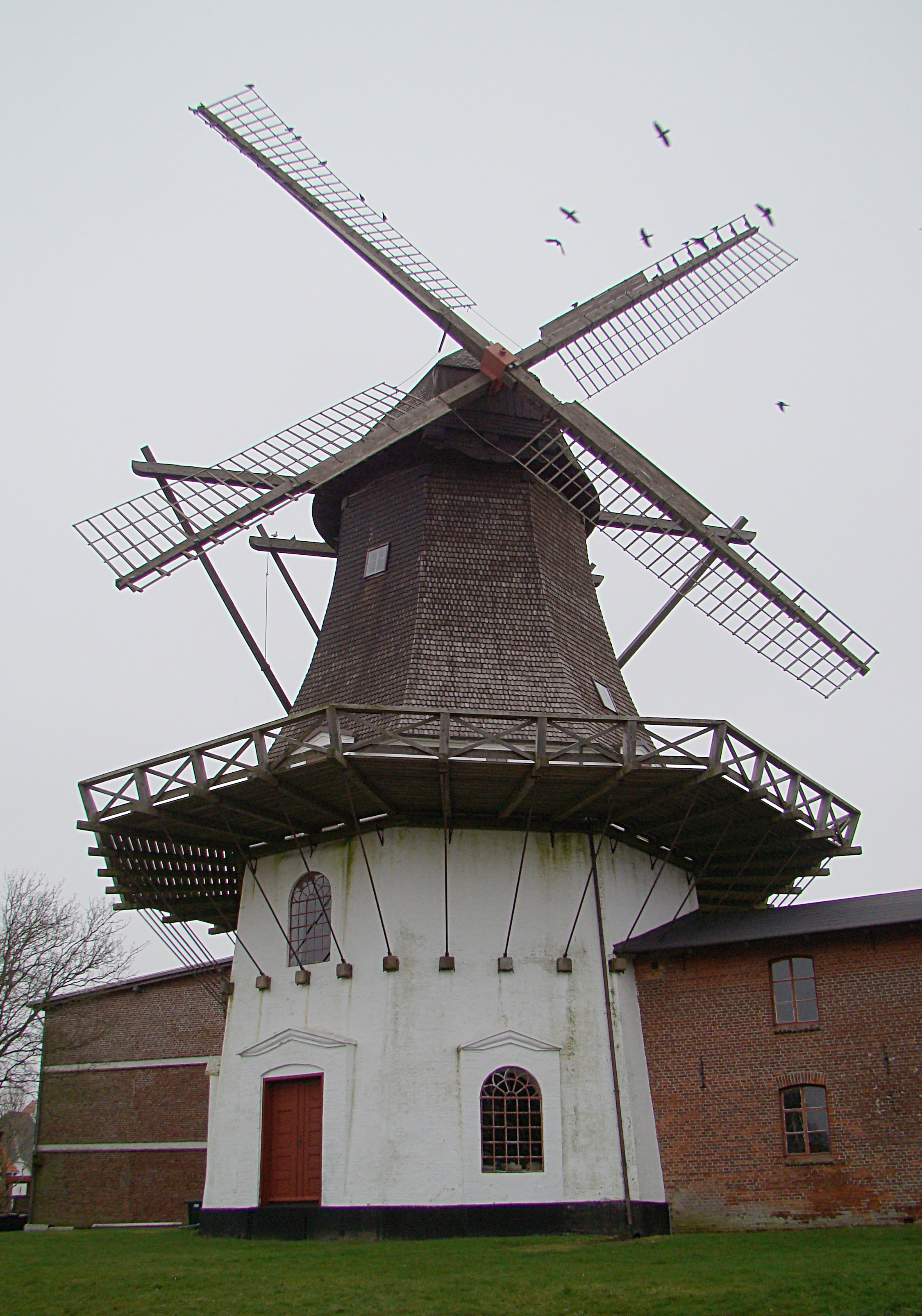
Млин
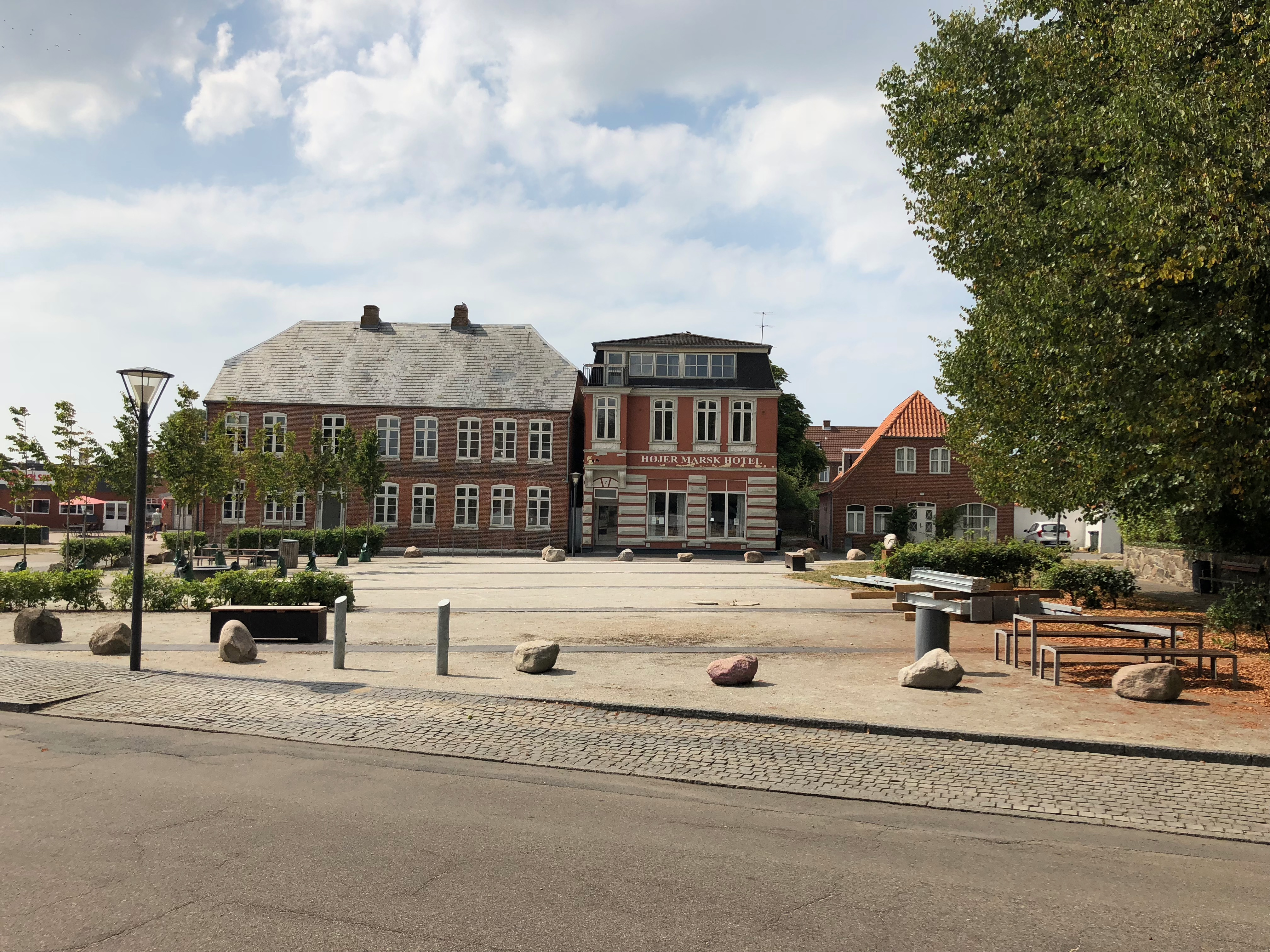
Готель
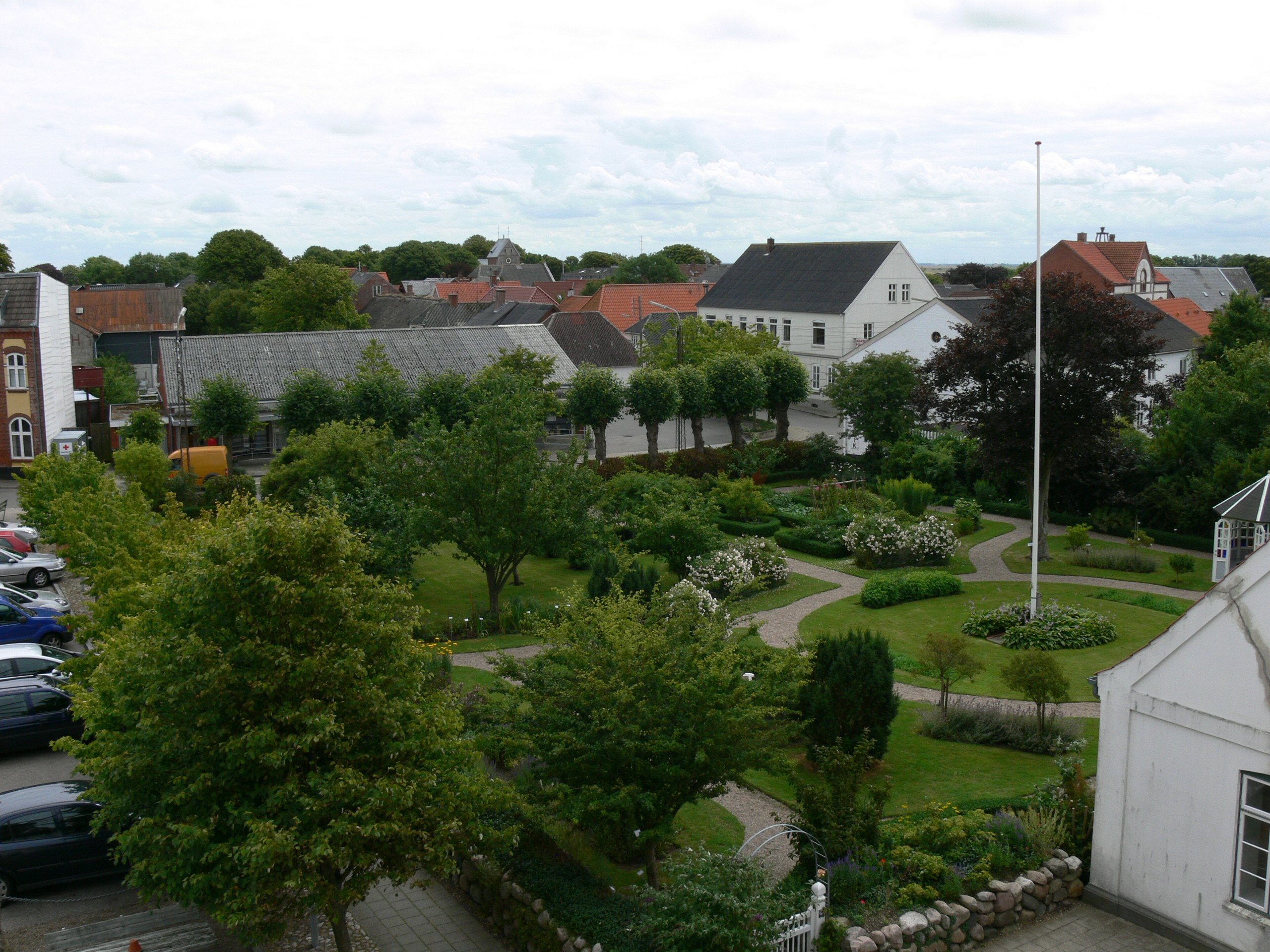
Садок
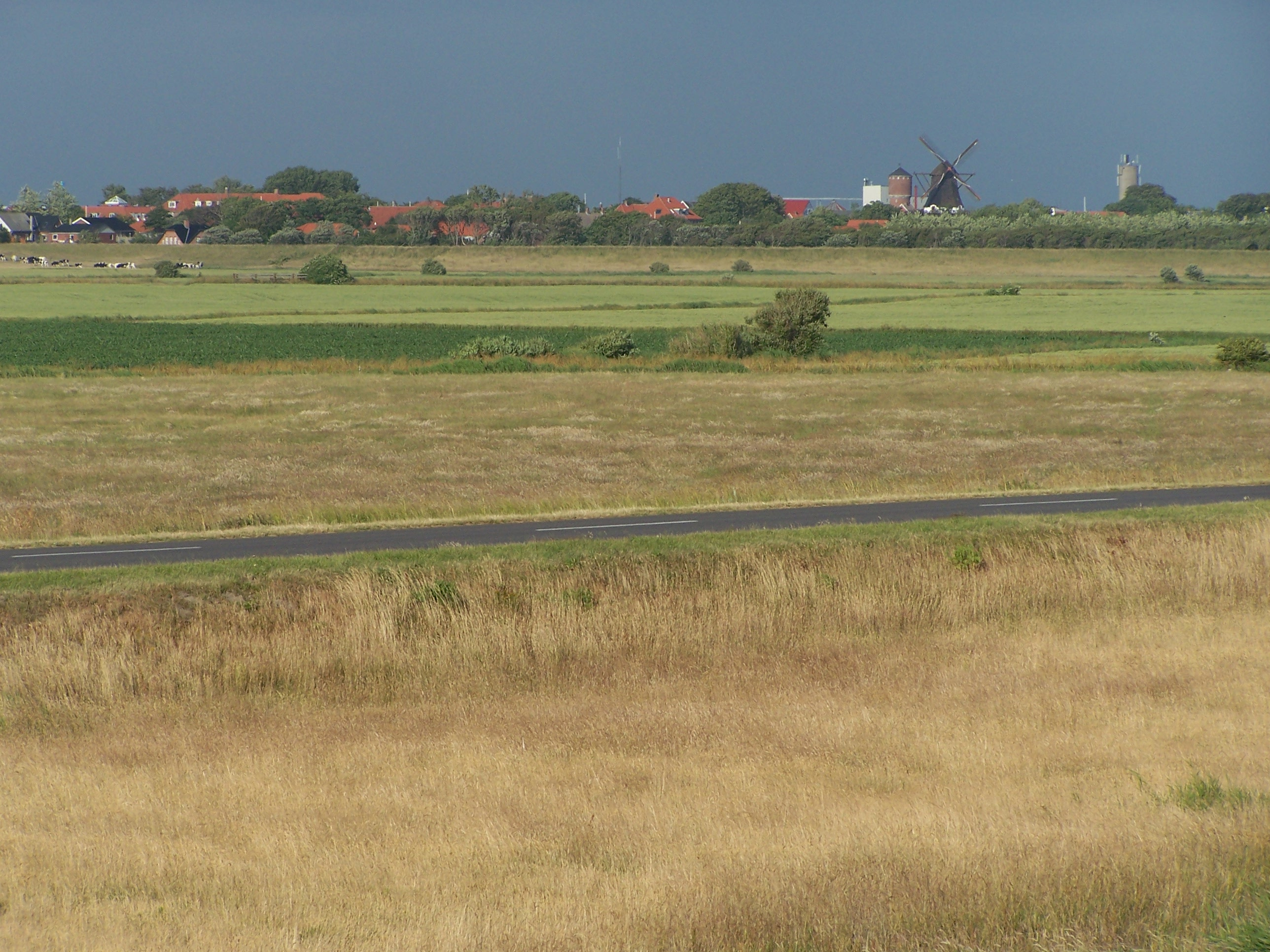
Стара дамба
Карта 1914

## Населення
- 1885: 1.012 осіб[1]
- 2020: 1.176 осіб.

## Герб
Герб Гейєра — офіційний символ містечка. У червоному щиті срібний вітрильник, що пливе по синьому каналу зі срібними хвилями, між двох срібних Гейєрських шлюзів зі сходами. Герб був наданий німецькою владою 1919 року, в час коли містечко було гаванню Тендера.